# Distretto telefonico

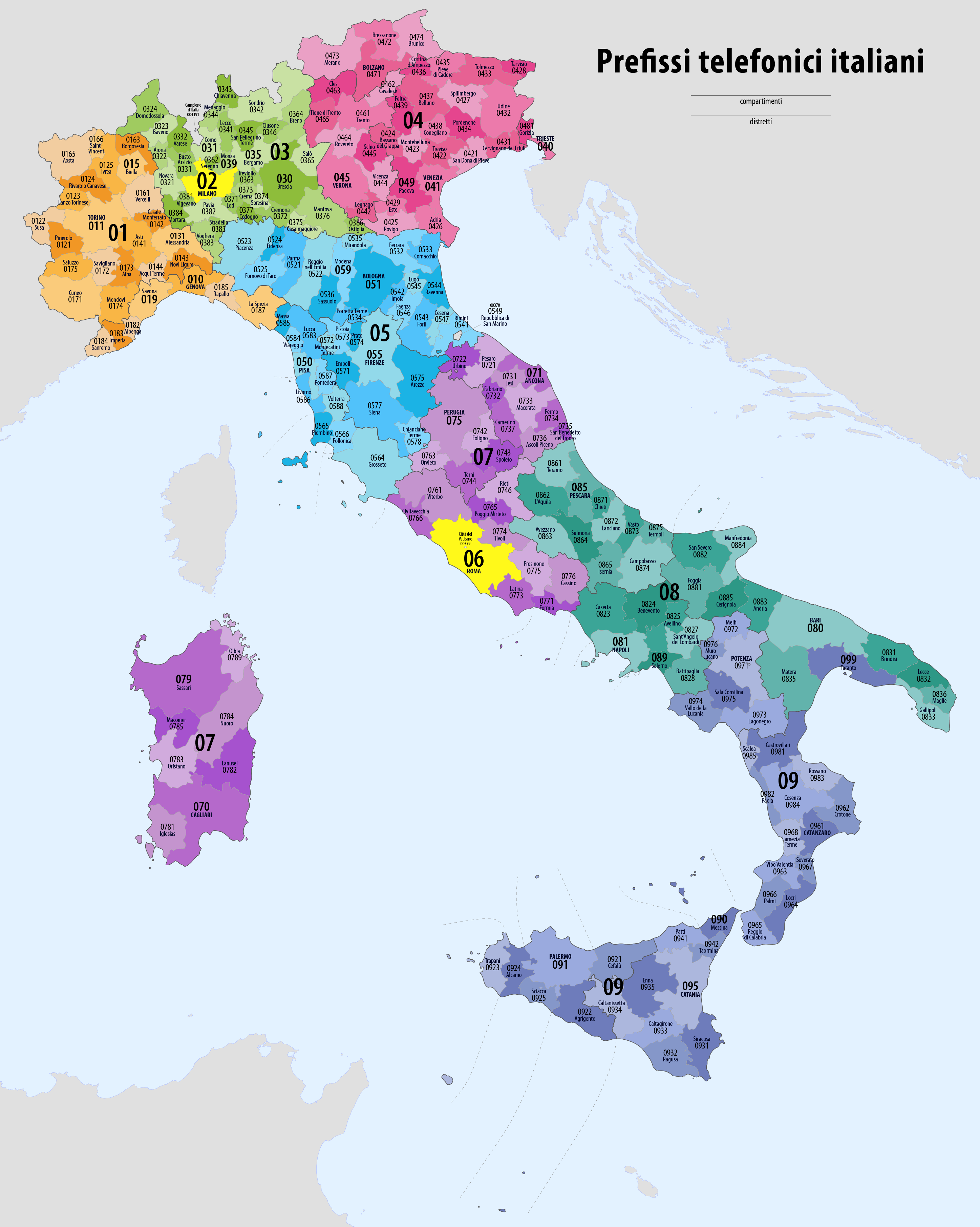
Mappa dei distretti telefonici italiani

 Il distretto telefonico è la seconda suddivisione territoriale telefonica italiana, per quanto riguarda le centrali telefoniche e quindi tariffarie e sui prefissi. L'Italia conta 232 distretti telefonici.

La suddivisione superiore è il compartimento (in Italia ce ne sono 21); la suddivisione inferiore è l'area locale (l'Italia ne ha 696), istituita nel 1997 in sostituzione del settore.
Ad ogni distretto corrisponde un prefisso (esempi: distretto di Roma 06, distretto di Milano 02, distretto di Genova 010, distretto di Bologna 051, distretto di Napoli 081, distretto di Torino 011, distretto di Venezia 041, ecc.).
Un distretto telefonico corrisponde all'incirca ad un circondario di epoca anteriore al 1927 (periodo nel quale iniziò a diffondersi il telefono) ed è equivalente oggi ad una piccola provincia, o ad una porzione della medesima: ad esempio, la provincia di Novara possiede 2 distretti distinti, Novara (0321) e Arona (0322), le città principali della provincia, e 3 suoi comuni ricevono la linea da distretti esterni.
Il territorio di un comune può anche essere suddiviso tra più distretti; è il caso per esempio del comune di Montenero di Bisaccia che appartiene al distretto di Termoli (0875), ma la porzione a nord del Trigno comprendente la marina appartiene al distretto di Vasto (0873)